# Carlos de Seso
Carlo Sesso, españolizado en Carlos de Seso, fue un reformador español nacido en Verona (Italia), c. 1515, quemado en el auto de fe de Valladolid del 8 de octubre de 1559.
Miembro de la familia de los Sesso di Sandrigo, nobles de la comarca de Vicenza, llegó muy joven a España en el séquito del obispo de Calahorra, Alonso de Castilla. Entabló a partir de 1545 una relación duradera con Bartolomé Carranza.
Se casó con Isabel de Castilla, descendiente de una rama bastarda del rey Pedro I el Cruel y sobrina de Alonso de Castilla y Zúñiga, consejero de Carlos V, oidor del Consejo Real y obispo de Calahorra, que se había convertido al protestantismo, aunque volvió a profesar la fe católica al enviudar.
Regresó a Italia en 1550 para solucionar problemas con una herencia, y entró en contacto con el grupo calvinista de Francesco Negri. En el viaje de vuelta a España introdujo varios libros y escritos sospechosos de Occhino, de Lutero, de Calvino, de Músculo, de Müsli y de Juan de Valdés. A partir de ahí, inspiró el círculo protestante de Valladolid al que se unieron los hermanos Cazalla, y que se extendió a Zamora, Logroño y Palencia.
Además de su mujer, Sesso acompañó a la conversión a una sobrina, Catalina de Castilla; al sacerdote y licenciado Diego Sánchez, de Villamediana, y al licenciado Francisco de Herrera, fiscal de sacas o de puerto. Influyó mucho en Pedro de Cazalla y quizá también en un borrascoso personaje, el clérigo Palacios, beneficiado de Arnedo. Fue nombrado corregidor de Toro (Zamora) hacia 1554, donde intensificó sus actividades y puso como teniente corregidor a su amigo y confidente Francisco de Herrera. 
En otoño de 1557, viviendo en Villamediana, cerca de Logroño, acostumbraba a invitar a sus amigos a su casa para predicarles sobre la fe protestante; por ejemplo, al dominico fray Juan de Villagarcía, que declinó la invitación, perfilando la personalidad de Seso como “parlón”, “suelto en hablar de cosas de Dios”, liviano y presumido en el vestir.
En 1558, el inquisidor Valdés inició un proceso de pesquisa contra los luteranos de Castilla, por ello Seso pretendió salir de España y fue apresado en la frontera de los Pirineos navarros, junto con el dominico fray Domingo de Rojas. Fueron llevados a la prisión de Valladolid, y tras año y medio de interrogatorios, fueron condenados a la hoguera en el auto de fe celebrado en Valladolid el 8 de octubre de 1559 ante la presencia del Rey Felipe II. Se dice que Seso increpó al rey en ese momento por permitir su muerte. 